# 1169

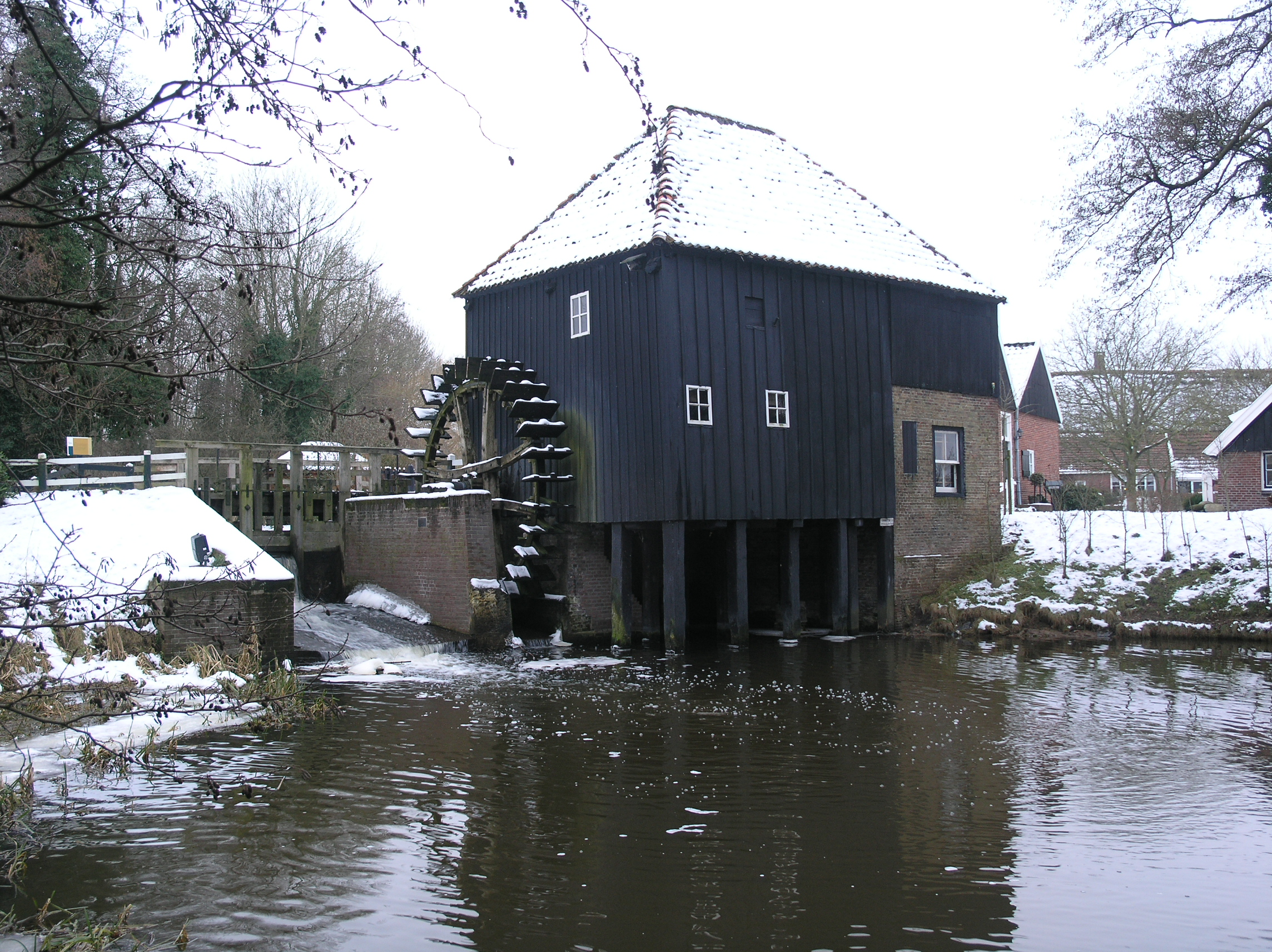
Den Haller, de oudste nog bestaande watermolen in Nederland, oudste vermelding 1169

Het jaar 1169 is het 69e jaar in de 12e eeuw volgens de christelijke jaartelling.

## Gebeurtenissen
januari
- januari - Shirkuh verovert Caïro, laat vizier Shawar executeren voor samenspannen met de kruisvaarders van Jeruzalem en neemt zelf het vizierschap op zich.

maart
- maart - Shirkuh overlijdt en wordt opgevolgd door zijn neef Saladin.

april
- april - Boudewijn V van Henegouwen trouwt met Margaretha van de Elzas, zuster van Filips van de Elzas, graaf van Vlaanderen. Hiermee wordt de vrede definitief die een einde heeft gemaakt aan een vete tussen de graven van Vlaanderen en Henegouwen die een eeuw heeft geduurd.

zonder datum
- Andrej Bogoljoebski plundert Kiev. Het Kievse Rijk valt uiteen.
- Diarmait Mac Murchada, de gevluchte koning van Leinster, landt met een Normandisch-Welsh leger bij Waterford en herovert zijn rijk. Gesteund door Richard de Clare, graaf van Pembroke, neemt hij de hegemonie in Ierland over.
- Amalrik I van Jeruzalem belegert met Byzantijnse hulp Damietta, maar moet het beleg opgeven nadat onder zijn troepen hongersnood uitbreekt.
- Het graafschap Bourgondië wordt verheven tot paltsgraafschap.
- Keizer Frederik Barbarossa maakt zijn driejarige zoon Hendrik medekoning van Duitsland.
- De grote moskee van Aleppo wordt door brand verwoest.
- Voor het eerst genoemd: Hannekenswerve

## Opvolging
- Armeens Cilicië - Thoros II opgevolgd door zijn zoon Ruben II
- Egypte (vizier) - Shawar opgevolgd door Shirkuh, op zijn beurt opgevolgd door zijn neef Saladin
- Guînes - Arnoud I opgevolgd door zijn zoon Boudewijn II
- Orde van Sint Jan van Jeruzalem (grootmeester) - Gilbert d'Assailly opgevolgd door Gaston de Murols
- Tempeliers (grootmeester) - Bertrand de Blanchefort opgevolgd door Filips van Milly

## Geboren
- 14 september - Alexios II Komnenos, keizer van Byzantium (1180-1183)

## Overleden
- 6 januari - Bertrand de Blanchefort, grootmeester van de Tempeliers
- 18 januari - Shawar, vizier van Egypte (geëxecuteerd)
- 22 maart - Shirkuh, Syrisch generaal en vizier van Egypte
- Arnoud I, graaf van Guînes
- Gerard van Are, Duits bouwheer
- Thoros II, prins van Armeens Cilicië (1140-1169)
- Willem VII, graaf van Auvergne (jaartal bij benadering)